# Groupe de NGC 7079
Le groupe de NGC 7079 comprend au moins huit galaxies situées dans la constellation de la Grue. La distance moyenne entre ce groupe et la Voie lactée est d'environ 33,6 Mpc (∼110 millions d'al).

## Membres
Le tableau ci-dessous liste les huit galaxies du groupe indiquées dans l'article de A.M. Garcia paru en 1993.
| Nom        | Class.       | Type                        | α (J2000.0)    | δ (J2000.0)      | Vitesse radiale (km/s) | m            | Distance (Mpc) | Diamètre (kal) |
| ---------- | ------------ | --------------------------- | -------------- | ---------------- | ---------------------- | ------------ | -------------- | -------------- |
| NGC 7070   | SB(s)c       | Spirale barrée              | 21h 30m 25.35s | -43° 05′ 13.6″   | 2376 ± 5               | 12,3         | 31,9 ± 2,3     | 120            |
| NGC 7079   | SB0^0(s)     | Lenticulaire barrée         | 21h 32m 35.25s | -44° 04′ 03.2″   | 2684 ± 16              | 12,5         | 36,5 ± 2,6     | 71             |
| NGC 7097   | E5           | Elliptique                  | 21h 40m 12.91s | -42° 32′ 21.8″   | 2616 ± 19              | 11,7         | 35,4 ± 2,5     | 114            |
| NGC 7107   | SB(s)m       | Spirale barrée magellanique | 21h 42m 26.48s | -44° 47′ 24.972″ | 2205 ± 6               | 12,6         | 29,4 ± 2,1     | 68             |
| NGC 7070A  | (R')SB(l)0/a | Lenticulaire                | 21h 31m 47.29s | -42° 50′ 51.60″  | 2391 ± 16              | 12,3         | 32,1 ± 2,3     | 105            |
| NGC 7097A  | E?           | Elliptique                  | 21h 40m 37.86s | -42° 28′ 49.0″   | 2594 ± 41              | 14,3         | 35,0 ± 2,6     | 49             |
| ESO 287-37 | SB(rs)cd     | Spirale barrée              | 21h 34m 31.98s | -44° 18′ 53.1″   | 2603 ± 5               | 12,77 ± 0,09 | 35,3 ± 2,5     | 104            |
| ESO 287-43 | Scd?         | Spirale                     | 21h 38m 12.47s | -43° 56′ 04.2″   | 2479 ± 41              | 12,79        | 33,4 ± 2,4     | 78             |

Le site DeepskyLog permet de trouver aisément les constellations des galaxies mentionnées dans ce tableau ou si elles ne s'y trouvent pas, l'outil du site constellation permet de le faire à l'aide des coordonnées de la galaxie. Sauf indication contraire, les données proviennent du site NASA/IPAC.